# Protocolo Adicional a la Convención sobre el delito cibernético
El Protocolo adicional a la Convención en Cibercrimen, respecto de la criminalización de actos de naturaleza racista y xenofóbica cometidos a través de sistemas de ordenador de 2003 (APCoC en inglés) es un protocolo adicional del Convenio sobre cibercriminalidad al Consejo de Europa del 2001.
Este protocolo adicional fue negociado entre finales de 2001 y comienzos del año 2002. El texto final de este protocolo fue nominado por el Consejo de Comité de Europa de Ministros el 7 de noviembre de 2002 bajo el título "Protocolo adicional al Convenio sobre la Ciberdelincuencia relativo a la penalización de actos de índole racista y xenófoba cometidos por medio de sistemas informáticos, (el "Protocolo"). El Protocolo abrió el 28 de enero de 2003 y la entrada en vigor fue el 1 de marzo de 2006.
[actualizar]Hasta julio de 2017, 29 Estados han ratificado el Protocolo y 13 han firmado el mismo, pero no han seguido todavía con ratificación.
El Protocolo exige a los Estados participantes penalizar la difusión de material racista y xenófoba por medio de sistemas informáticos, así como de las amenazas e insultos racistas y motivados por la xenofobia.
En el Artículo 6, Sección 1 del Protocolo se refiere específicamente a la negación del Holocausto y otros genocidios reconocidos como tales por otros tribunales internacionales establecidos desde 1945 por los instrumentos jurídicos internacionales pertinentes. La sección 2 del artículo 6 permite a las Partes en el Protocolo perseguir delitos a su sola discreción si el delito se comete con la intención de incitar al odio, la discriminación o la violencia; o para hacer uso de una reserva, al permitir que una Parte no aplique - en su totalidad o en parte - el artículo 6.

El Consejo de Europa en el Informe explicativo del Protocolo establece que el 

"Tribunal Europeo de Derechos Humanos ha dejado claro que la negación o la revisión de hechos históricos claramente establecidos - como el Holocausto - [...] se eliminaría de la protección de el artículo 10 por el artículo 17' de la CEDH (véase, en este contexto, la sentencia de Lehideux y Isorni del 23 de septiembre de 1998)."
Consejo de Europa

Dos de los estados angloparlantes de Europa, Irlanda y el Reino Unido, no han firmado el protocolo adicional, (el tercero, Malta, lo firmó el 28 de enero de 2003, pero todavía no lo ha ratificado). El 8 de julio de 2005 Canadá se convertía en el único estado no europeo que firmó la convención.[cita requerida]
El gobierno de Estados Unidos no cree que la versión final del Protocolo sea compatible con las garantías constitucionales de los Estados Unidos e informó al Consejo de Europa que por lo tanto los Estados Unidos no adherirán al protocolo.